# لکسوس آرایکس (ایکس‌یو۳۰)
لکسوس آر ایکس ۳۳۰ ۲۰۰۴ تا ۲۰۰۷ - لکسوس آر ایکس ۳۵۰ ۲۰۰۷ تا ۲۰۰۹ 

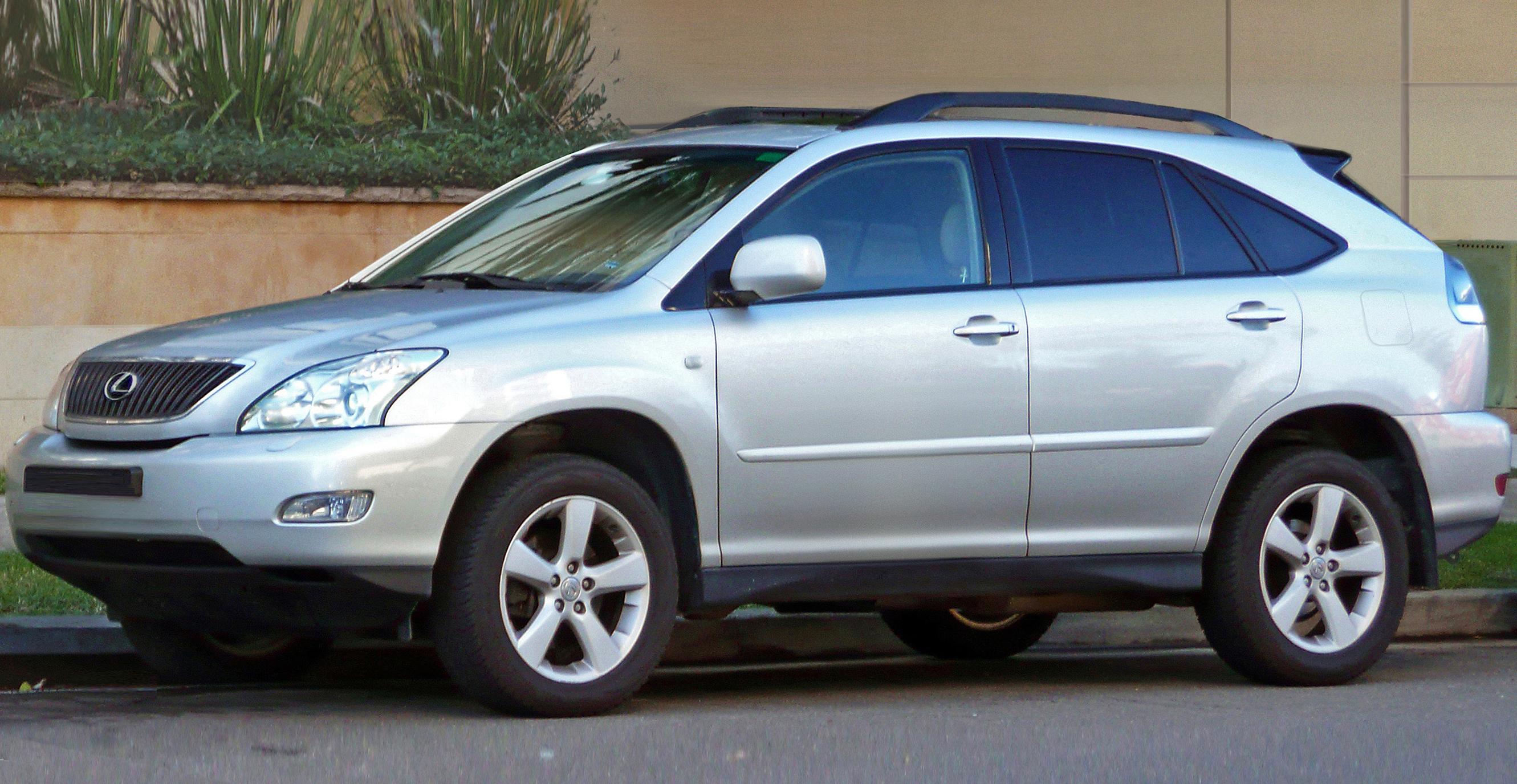

لکسوس آرایکس (ایکس‌یو۳۰) (Lexus RX (XU۳۰)) خودرویی است که در سال‌های ۲۰۰۵–۲۰۰۸در استان فوکوئوکا، ژاپن، کانادا، تولید شده‌است. طراحی آن موتور جلو، خودرو محور جلو، خودرو چهار چرخ محرک بوده طول آن در حالت طبیعی ۱۸۶٫۲ اینچ (۴٬۷۳۰ میلیمتر)، است. سیستم جعبه‌دندهٔ آن ۵، دنده به صورت خودکار است.
. همچنین گفتنی است که این کراس اوور ژاپنی، با خودروهایی همچون: بی ام وه x3 و آئودی q5 به رقابت می‌پردازد. این هم نباید فراموش کرد که لکسوس با عرضه مدل هایبیرید این خودرو را نیز با ظاهر ای بسیار مشابه ولی با نام ای جدید به بازار عرضه کرد و نام آر ایکس را به مجله‌های ماشینی پر طرفدار اضافه کرد. از نظر طراحی آر ایکس از طراحی خیلی خوبی در برابر رقبای خود بهره می‌برد. برای دیدن اطلاعات بیشتر از این به کانال تلگرامی تازه‌های ماشین مراجعه کنید. این را هم فراموش نکنید که این روز حتی مدل‌های ۲۰۰۸ این خودرو حدود یک میلیارد تومان قیمت دارند که در برابر قیمت استاندارد ۹۰ میلیون تومانی آر ایکس پول کلان ای است. امکانات رفاهی. خیلی‌ها با شنیدن نام لکسوس به یاد تجمل آن هم به روش سامورایی می‌افتند، این موضوع در آر ایکس نسل دوم نیز سقد می‌کند و این خودرو شاسی بلند را به رده خودروهای لاکجری بدل کرده‌است. شما می‌توانید حتی آر ایکس خودتان را آپشن‌های مانیتور پشت و چراغ زنون هم داشته باشد که برای خودرو ای که این روزها شما می‌توانید آن را با قیمت ۶۰ تا ۹۰ میلیون تومان (قاره آمریکای شمالی) فوق‌العاده است البته اگر به توانید نمونه‌هایی تر و تمیز از این خودرو پیدا کنید. خلاصه اگر در ایران زندگی می‌کنید و حدود یک میلیارد تومان پول دارید، آر ایکس را فراموش نکنید چون یکی از بهتر اینهاست. البته این روزها برای خرید آر ایکس نسل دوم لازم به هزینه میلیارد تومانی نیست، چون می‌توانید به سراغ بی وای دی اس ۶ بروید که یکی از مشهورترین کپی‌های آر ایکس ۳۳۰ محسوب می‌شود و این روزها حدود ۲۰۰ میلیون تومان قیمت دارد که از آر ایکس اصل ارزان‌تر است.